# Vickers Vimy
Le Vickers Vimy était un avion militaire de la Première Guerre mondiale, fabriqué par Vickers au Royaume-Uni comme bombardier lourd pour la Royal Air Force mais seuls quelques rares exemplaires sont entrés en service avant la fin de la guerre, et n'ont pas été utilisés en opération. 
Après l'armistice, il fut le principal bombardier de l'aviation britannique tout au long des années 1920, et connut une seconde carrière dans le secteur civil, comme avion de transport de passagers et avion de records.

## Conception
Contemporain du Handley-Page V/1500, le Vickers Vimy représenta la dernière génération des bombardiers lourds britanniques de la Première Guerre mondiale. Il fut développé par R. K. Pierson et fabriqué par la Vickers Company. Il était destiné à l'attaque de cibles éloignées du front situées en Allemagne. Tout comme celle du V/1500, la conception du Vimy prévoyait une autonomie capable de le faire voler jusqu’à Berlin. 
Le projet date de la fin du printemps 1917. Au mois d’août 1917, trois prototypes furent commandés. Le premier vol eut lieu le 30 novembre 1917. 
L'avion fut nommé ainsi en mémoire d’un haut fait d'armes britannique, qui eut lieu dans la commune de Vimy au nord de la France (Pas-de-Calais). Du 9 au 12 avril 1917 eut lieu une attaque britannique couronnée de succès. Les Canadiens réussirent à prendre la crête de Vimy (cote 145) au prix de 3 598 morts.
En mars 1918 eut lieu une première commande de 150 exemplaires, le nombre prévu atteignant le millier d’exemplaires. Seuls trois exemplaires du Vimy rejoignirent les détachements opérationnels avant que l’armistice ne brise la carrière guerrière de l’avion, entraînant l’annulation de la majeure partie des contrats de production. Le nombre final des appareils construits s’éleva à 221 exemplaires seulement.

## Engagements
Contrairement au Handley-Page V/1500, le Vimy eut une longue carrière dans l’après-guerre, dans un emploi civil et militaire. 

### Emploi militaire
Différentes versions militaires virent le jour sous la dénomination Mk I à Mk IV.
Dans l’immédiat après-guerre, neuf escadrilles de la Royal Air Force utilisèrent le Vimy au Moyen-Orient et quelques détachements d’instruction l’employèrent aussi en Grande-Bretagne. Le Vimy fut aussi employé au Proche-Orient de 1919 à 1925, avant d'être remplacé par le Vickers Virginia. En Irlande du Nord, il continua d'être utilisé jusqu'en 1929. 

### Emploi commercial
Lors du retour à la paix, le Vimy fut transformé en avion de transport de passagers. Il reçut alors le nom de « Vimy-Commercial » et il fut produit dans cette version civile, destinée en particulier à l'exportation, à partir de 1919. 
Le 13 avril 1919 décolla pour la première fois à partir du Joy Green Airfield, dans le Kent, sous l'immatriculation militaire K107, un Vickers Vimy modifié pour le transport commercial. Cet appareil qui passa ensuite sur le registre civil comme [G-EAAV] donna naissance à une version civile du Vimy, le FB.28 Vimy Commercial.
Un FB.28 Vimy Commercial (No 42) fut acheté par l'État français et, remotorisé par A.N.F. Les Mureaux avec des Lorraine de 370 ch, exploité par la Compagnie des Grands Express Européens sous l'appellation Express Mureaux [F-ADER].
En avril 1922, la République de Chine a commandé 100 exemplaires de cet avion, mais la commande n'a jamais été livrée complètement.

### Records
Beaucoup de vols longs courriers furent effectués pour la première fois avec des Vimy et de nombreux records furent établis avec cet avion.
Son record le plus spectaculaire fut la première traversée de l'océan Atlantique d'ouest en est sans escale, réalisée par le capitaine John Alcock et le lieutenant Arthur Whitten Brown. Le 14 juin 1919, ils ont décollé de Saint-Jean à Terre-Neuve ; après avoir parcouru 3 032 kilomètres, ils ont atterri, le nez en premier, dans un marécage à Clifden en Irlande le lendemain 15 juin 1919. Leur appareil est aujourd'hui exposé au London Science Museum à Londres.
D'autres exploits furent le premier vol, effectué en plusieurs étapes par Ross et Keith Macpherson Smith en 1919, qui permit de rejoindre l'Australie en partance de Londres ou encore le vol de Londres vers l'Afrique du Sud effectué le 4 février 1920 par Pierre van Ryneveld (en) et Quintin Brand (en).
En 1993, le National Geographic a suscité la reconstitution d'un Vimy. Le premier grand voyage en 1994 a relié Londres à l'Australie,, reconstituant le premier voyage de 1919. En 2005, l'aventurier américain Steve Fossett a traversé l'Atlantique à bord de la reconstitution du Vimy.